# Saison 2022 de l'équipe cycliste Astana Qazaqstan
La saison 2022 de l'Astana Qazaqstan Team est la seizième de cette équipe.

## Coureurs et encadrement technique

### Effectif
| Coureur                | Date de Nais.     | Nationalité    | Équipe en 2021      | Vict. | Cont. | Maillot dist.      |
| ---------------------- | ----------------- | -------------- | ------------------- | ----- | ----- | ------------------ |
| Leonardo Basso         | 25 décembre 1993  | Italie         | Ineos Grenadiers    | 0     | 2023  |                    |
| Samuele Battistella    | 14 novembre 1998  | Italie         | Astana-Premier Tech | 0     | 2024  |                    |
| Manuele Boaro          | 12 mars 1987      | Italie         | Astana-Premier Tech | 0     | 2023  |                    |
| Gleb Brussenskiy       | 18 avril 2000     | Kazakhstan     | Astana-Premier Tech | 0     | 2022  |                    |
| Valerio Conti          | 30 mars 1993      | Italie         | UAE Emirates        | 0     | 2023  |                    |
| Stefan de Bod          | 17 novembre 1996  | Afrique du Sud | Astana-Premier Tech | 0     | 2022  |                    |
| David de la Cruz       | 6 mai 1989        | Espagne        | UAE Emirates        | 0     | 2023  |                    |
| Joe Dombrowski         | 12 mai 1991       | États-Unis     | UAE Emirates        | 0     | 2023  |                    |
| Yevgeniy Fedorov       | 16 février 2000   | Kazakhstan     | Astana-Premier Tech | 3     | 2022  |                    |
| Fabio Felline          | 29 mars 1990      | Italie         | Astana-Premier Tech | 0     | 2023  |                    |
| Michele Gazzoli        | 4 mars 1999       | Italie         | Colpack-Ballan      | 0     | 2023  |                    |
| Yevgeniy Gidich        | 19 mai 1996       | Kazakhstan     | Astana-Premier Tech | 1     | 2023  | - Route            |
| Dmitriy Gruzdev        | 13 mars 1986      | Kazakhstan     | Astana-Premier Tech | 0     | 2023  |                    |
| Sebastián Henao        | 5 août 1993       | Colombie       | Ineos Grenadiers    | 0     | 2022  |                    |
| Miguel Ángel López     | 4 février 1994    | Colombie       | Movistar            | 1     | 2023  |                    |
| Alexey Lutsenko        | 7 septembre 1992  | Kazakhstan     | Astana-Premier Tech | 1     | 2024  |                    |
| Davide Martinelli      | 31 mai 1993       | Italie         | Astana-Premier Tech | 0     | 2023  |                    |
| Gianni Moscon          | 20 avril 1994     | Italie         | Ineos Grenadiers    | 0     | 2023  |                    |
| Yuriy Natarov          | 28 décembre 1996  | Kazakhstan     | Astana-Premier Tech | 1     | 2023  | - Contre-la-montre |
| Antonio Nibali         | 23 septembre 1992 | Italie         | Trek-Segafredo      | 0     | 2023  |                    |
| Vincenzo Nibali        | 14 novembre 1984  | Italie         | Trek-Segafredo      | 0     | 2022  |                    |
| Nurbergen Nurlykhassym | 25 mars 2000      | Kazakhstan     | Vino-Astana Motors  | 0     | 2023  |                    |
| Vadim Pronskiy         | 4 juin 1998       | Kazakhstan     | Astana-Premier Tech | 0     | 2022  |                    |
| Alexandr Riabushenko   | 12 octobre 1995   | Biélorussie    | UAE Emirates        | 0     | 2023  |                    |
| Javier Romo            | 6 janvier 1999    | Espagne        | Astana-Premier Tech | 0     | 2023  |                    |
| Christian Scaroni      | 16 octobre 1997   | Italie         | Gazprom-RusVelo     | 0     | 2022  |                    |
| Harold Tejada          | 27 avril 1997     | Colombie       | Astana-Premier Tech | 0     | 2023  |                    |
| Simone Velasco         | 2 décembre 1995   | Italie         | Gazprom-RusVelo     | 0     | 2023  |                    |
| Artyom Zakharov        | 27 octobre 1991   | Kazakhstan     | Astana-Premier Tech | 0     | 2023  |                    |
| Andrey Zeits           | 14 décembre 1986  | Kazakhstan     | BikeExchange        | 0     | 2022  |                    |
| Coureurs stagiaires.   |                   |                |                     |       |       |                    |
| Igor Chzhan            | 2 octobre 1999    | Kazakhstan     | Almaty Cycling Team | 0     | 2022  |                    |
| Gleb Syritsa           | 14 avril 2000     | Russie         | Néo-pro             | 1     | 2022  |                    |

## Champions nationaux, continentaux et mondiaux
| Date         | Course                                             | Maillot | Coureurs         | Pays        | Lieu      |
| ------------ | -------------------------------------------------- | ------- | ---------------- | ----------- | --------- |
| 25 mars 2022 | Championnats d'Asie du contre-la-montre par équipe |         | Yevgeniy Fedorov | Tadjikistan | Douchanbé |
| 25 mars 2022 | Championnats d'Asie du contre-la-montre par équipe |         | Yevgeniy Gidich  | Tadjikistan | Douchanbé |
| 25 mars 2022 | Championnats d'Asie du contre-la-montre par équipe |         | Yuriy Natarov    | Tadjikistan | Douchanbé |
| 25 mars 2022 | Championnats d'Asie du contre-la-montre individuel |         | Yevgeniy Fedorov | Tadjikistan | Douchanbé |
| 25 mars 2022 | Championnats d'Asie – Course en ligne U23          |         | Gleb Brussenskiy | Tadjikistan | Douchanbé |
| 22 juin 2022 | Championnats du Kazakhstan du contre-la-montre     |         | Yuriy Natarov    | Kazakhstan  |           |
| 25 juin 2022 | Championnats du Kazakhstan de cyclisme sur route   |         | Yevgeniy Gidich  | Kazakhstan  |           |